# Jessica Inchude
Jessica da Silva Inchude (née le 25 mars 1996 à Lisbonne) est une athlète portugaise, spécialiste du lancer du poids et du lancer du disque.

## Biographie
Elle possède également la nationalité bissaoguinéenne. Elle remporte le titre du disque lors des Jeux de la solidarité islamique 2017, la première médaille de la Guinée-Bissau.
Le 31 mai 2018, elle porte son record personnel (et national du Portugal) à 17,46	m, à	Almada (POR).
Elle est sélectionnée en équipe d’Afrique pour la Coupe continentale 2018 à Ostrava.

## Palmarès
| Date | Compétition                   | Lieu     | Résultat | Marque  |
| ---- | ----------------------------- | -------- | -------- | ------- |
| 2022 | Championnats ibéro-américains | La Nucia | 1re      | 18,07 m |
| 2024 | Jeux olympiques               | Paris    | 8e       | 18,41 m |

## Records
| Épreuve                 | Marque  | Lieu            | Date         |
| ----------------------- | ------- | --------------- | ------------ |
| Lancer du poids         | 19,10 m | Sobral de Ceira | 30 juin 2024 |
| Lancer du poids (salle) | 18,65 m | Białystok       | 21 mai 2023  |
| Lancer du disque        | 51,98 m | Leiria          | 26 juin 2019 |